# Cruxicheiros
Cruxicheiros là một chi khủng long, được Benson & Radley mô tả khoa học năm 2010.